# Здание Наркомзема
Здание Наркомзе́ма — памятник архитектуры конструктивизма, объект культурного наследия регионального значения, расположенный по адресу Садовая-Спасская улица, дом 11/1 в Красносельском районе Москвы.

## История
Народный комиссариат земледелия СССР был учреждён в 1929 году, однако строительство административного здания для Наркомзема началось годом ранее — в 1928. Первоначально: конкурсный проект Всероссийского Коопстрахсоюза в Москве. 1928. Александр Гринберг при участии А. В. Щусева. Проектированием здания на пересечении Садовой-Спасской улицы и Орликова переулка занимались архитектор Алексей Щусев и коллектив его мастерской: Дмитрий Булгаков, Исидор Француз, Георгий Яковлев и Александр Гринберг. Строительные работы завершились в 1933 году. Впоследствии Народный комиссариат земледелия сменило Министерство сельского хозяйства СССР. В 1987 году решением Исполнительного комитета Моссовета здание было принято под государственную охрану как памятник архитектуры советского времени. После распада Советского Союза в здании разместилось Министерство сельского хозяйства Российской Федерации.

## Архитектура
Здание Наркомзема считается[кто?] одним из наиболее масштабных и значительных общественных сооружений Москвы конца 20-х — начала 30-х годов. Оно состоит из 3 корпусов, выстроенных вокруг внутреннего двора трапециевидной формы, и занимает целый квартал. Центральный корпус выходит на Садовую-Спасскую, угол на пересечении с Орликовым переулком выделен полуцилиндрическим ризалитом, угол с проспектом Академика Сахарова пластически выделен скруглением стен, над которым на уровне 7—8 этажей проступают ровные грани прямоугольного объёма.
Автор книги «Проспекты советской Москвы. История реконструкции главных улиц города. 1935-1990 гг.» Андрей Рогачёв отмечал, что выбор нехарактерного для Щусева стиля конструктивизма был обусловлен архитектурными решениями окружающего пространства. Основой послужили не разномастные дома XIX — начала XX века, непосредственно соседствовавшие со строительной площадкой, а строящееся неподалёку на Садовой-Черногрязской улице по проекту Ивана Фомина здание НКПС и застройка Новокировского проспекта, имеющая родственные авангарду черты. В здании Наркомзема сочетаются разные формы и объёмы, создающие асимметрию, используются ленточные и «лежачие» окна, контрастирующие с гладкими оштукатуренными поверхностями.
В здании были впервые в Москве применены многие технологические новшества, в том числе лифты непрерывного действия. Его механизм не претерпел изменений с 1930-х годов и работает до сих пор[когда?]. В процессе эксплуатации здания были заменены окна и интерьеры, оригинальное убранство сохранилось только в актовом зале. Также в современный период[когда?] здание было перекрашено в красно-оранжевый цвет.

## "Цитирование"
Здание Наркомзема было "процитировано" архитектором Гордеевым в обрамлении площади Свердлова в Новосибирске: ризалит — в здании Крайисполкома, а угловые часы — в Доме с часами.